# Distrito de Vaslui
Vaslui es un distrito ("județ") de Rumania, con capital en Vaslui. Está ubicado en la región histórica de Moldavia. 

## Geografía
El distrito de Vaslui (AFI: ['va.sluj]) tiene un área de 5318 km². Está situado en una llanura, siendo limitado por el río Prut en el este y atravesado en su centro por el río Bârlad, afluente del río Siret. 
Limita con la República de Moldova al este (raiones de Cantemir y Cahul), los distritos de Neamț, Bacău y Vrancea al oeste, el distrito de Iași al norte y el distrito de Galați al sur.

## Demografía
En 2002, tenía una población de 455 049 habitantes, con una densidad de 86 hab./km².
- Rumanos: más de 98%[1]
- Gitanos, otros

| Año  | Población del distrito |
| ---- | ---------------------- |
| 1948 | 344 917                |
| 1956 | 401 626                |
| 1966 | 431 555                |
| 1977 | 437 251                |
| 1992 | 461 374                |
| 2002 | 455 049                |

## Divisiones administrativas
El distrito tiene 3 ciudades con estatus de municipiu, 2 ciudades con estatus de oraș y 81 comunas.

### Ciudades con estatus demunicipiu
- Vaslui - 70 571 habitantes
- Bârlad - 69 066 habitantes
- Huși - 29 510 habitantes

### Ciudades con estatus deoraș
- Negrești - 9852 habitantes
- Murgeni - 7674 habitantes

### Comunas
- Albești
- Alexandru Vlahuță
- Arsura
- Băcani
- Băcești
- Bălteni
- Banca
- Berezeni
- Blăgești
- Bogdana
- Bogdănești
- Bogdănița
- Boțești
- Bunești-Averești
- Ciocani
- Codăești
- Coroiești
- Costești
- Cozmești
- Crețești
- Dănești
- Deleni
- Delești
- Dimitrie Cantemir
- Dodești
- Dragomirești
- Drânceni
- Duda-Epureni
- Dumești
- Epureni
- Fălciu
- Ferești
- Fruntișeni
- Găgești
- Gârceni
- Gherghești
- Grivița
- Hoceni
- Iana
- Ibănești
- Ivănești
- Ivești
- Laza
- Lipovăț
- Lunca Banului
- Mălușteni
- Miclești
- Muntenii de Jos
- Muntenii de Sus
- Oltenești
- Oșești
- Pădureni
- Perieni
- Pochidia
- Pogana
- Pogonești
- Poienești
- Puiești
- Pungești
- Pușcași
- Rafaila
- Rebricea
- Roșiești
- Solești
- Stănilești
- Ștefan cel Mare
- Șuletea
- Tăcuta
- Tanacu
- Tătărăni
- Todirești
- Tutova
- Văleni
- Vetrișoaia
- Viișoara
- Vinderei
- Voinești
- Vulturești
- Vutcani
- Zăpodeni
- Zorleni